# Dialogue au sommet
Pour plus de détails, voir Fiche technique et Distribution.
Dialogue au sommet est un court métrage français réalisé par Xavier Giannoli sorti en 1996.
Il a été nommé pour le César du meilleur court métrage en 1997.

## Synopsis
À 30 mètres au-dessus du sol, un ouvrier et son patron se retrouvent prisonniers l'un de l'autre.

## Fiche technique
- Réalisation : Xavier Giannoli
- Scénario : d'après la nouvelle de Jean-Paul Dubois (issue du recueil Vous aurez de mes nouvelles)
- Photographie : Christophe Beaucarne
- Montage : Raphaele Urtin
- Production : François Ravard
- Société de production : Elizabeth Films
- Pays de production :  France
- Langue originale : français
- Format : couleur
- Durée : 7 minutes[2]

## Distribution
- François Cluzet : Moser
- Jean-Christophe Bouvet : le contremaître
- Marc Citti : Thadée
- Kad Merad (crédité sous le nom de Kaddour Merad) : Igor
- Jacques Bonnot : Julius

## Distinctions
- César 1997: nomination pour le César du meilleur court métrage